# Sonia Garmers

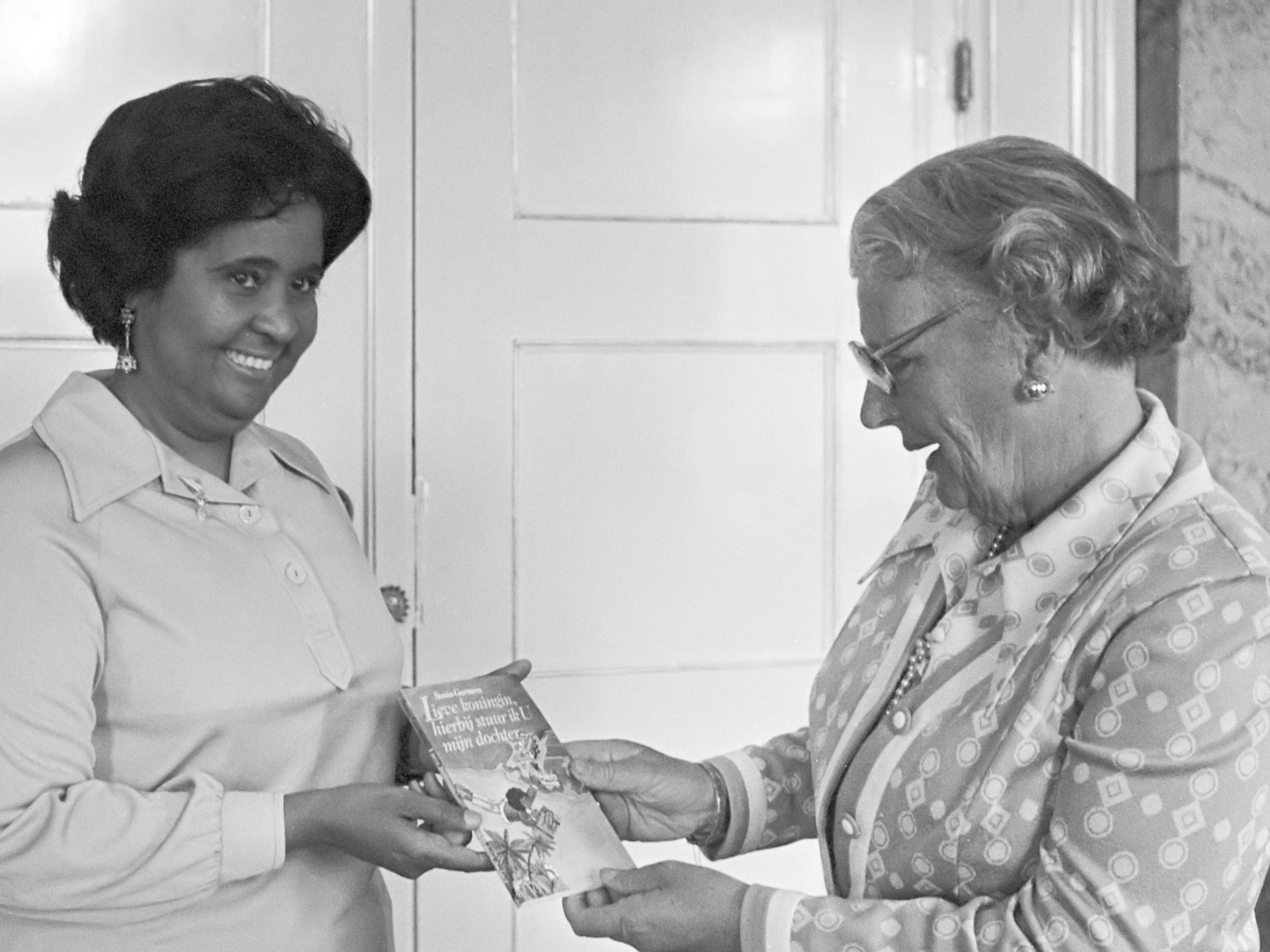
Sonia Garmers biedt haar boek Lieve Koningin, hierbij stuur ik U mijn dochter aan aan Koningin Juliana (1976)

Sonia Garmers, pseudoniem van Sonia Mathilde Justina (Curaçao, 9 januari 1933 – aldaar, 18 maart 2025), was een Curaçaose schrijfster. Voor haar jeugdboek Orkaan en Myra kreeg ze in 1981 de Nienke van Hichtum-prijs.

## Leven
Na de middelbare school werkte Sonia Garmers in een boekhandel. Ze verzorgde een kinderpagina voor de krant Today, waarvoor ze veel kinderverhalen schreef. Daarnaast schreef ze artikelen voor een weekblad, voornamelijk in het Papiamentu. Al in de jaren vijftig begon ze met het bundelen van haar verhalen. Ze werkte voor Radio Hoyer. Haar werk voor de radiomicrofoon leverde haar uitnodigingen op om haar verhalen te boek te stellen. Zo verschenen kinderboeken, kookboeken en boeken over zwarte magie.
Garmers woonde een tijdje in Nederland en werd daar door Miep Diekmann begeleid en gestimuleerd om ook in het Nederlands te schrijven. Via Miep Diekmann kwamen haar boeken terecht bij uitgeverij Leopold. Ze keerde in 1988 terug naar Curaçao.
In januari 2008 was Sonia Garmers te gast op het Haagse festival Winternachten.
Garmers overleed op 18 maart 2025 op 92-jarige leeftijd.

## Visie
Ik schrijf allemaal kleine stukjes tekst die ik in een doos stop. Als ik klaar ben, pak ik de doos en spreid ik alles uit. Daarna ga ik bidden. Het moeilijkste is om de eerste en de laatste zin van een boek te schrijven. Is dat gelukt, dan puzzel ik alle stukjes tekst er tussen. Belangrijk is dat de doos hoog op de kast staat. Dan wordt de doos gepakt en komt er een boek. Hij mag niet laag staan of onder een bed. Want dan blijft de doos daar en komt het boek nooit af. Je moet ook nooit je werk op een stoel neerleggen; dan blijft je werk lui zitten!

Sonia Garmers wil met haar werk de Antilliaanse cultuur uitdragen. De hoofdpersonen – veelal jongeren – zijn gesitueerd binnen het dagelijkse leven van Curaçao, waar ze geconfronteerd worden met volwassenwording, relaties, verliefdheid, seksualiteit, het verschil tussen rijk en arm, en de dood. Vrouwen nemen er meestal een sterke, zelfstandige positie in. In het verschillende malen herdrukte Lieve koningin, hierbij stuur ik u mijn dochter (1976) richtte ze zich tot koningin Juliana – evenals Sonia Garmers zelf moeder van vier dochters – om op geestige wijze de mores van de Antillen af te zetten tegen die van Nederland.

## Onderscheidingen
- 1975 Gouden medaille, Orde van Oranje-Nassau
- 1981 Nienke van Hichtum-prijs
- 1982 Plaka di mérito Personahe di aña
- 1983 Cola Debrotprijs
- 2006 Tapushi di oro
- 2008 Plaka FPI: eerbetoon voor haar bijdrage aan de taal en cultuur van Curaçao

## Werken
- Cuentanan pa mucha (1956), fabels
- Cuentanan pa mucha 2 (1959), fabels
- Un macutu jen di cuenta (1960; ill. W.C. Dieleman), verhalen
- Tipnan pa damas: 60 aña La Cruz (1960), geschiedenis
- Papiando riba nos Buniteza (1961), verhalen
- Bon Apetit! [z.j.], kookboek
- Cu Marina den cushina [z.j.], kookboek
- Ku Marina den kúshina (1975), kookboek
- Receta favorito [z.j.], kookboek
- Recetas [z.j.], kookboek
- Brueria di henter mundo = Magie uit alle landen (1975; samen met Hanny Lim), over zwarte magie
- Lieve Koningin, hierbij stuur ik U mijn dochter (1976), proza
- Orkaan (1977; ill. Thé Tjong-Khing), jeugdboek
- Orkaan en Mayra (1980), jeugdboek (Nienke van Hichtum-prijs)
- Nos ku nos: reseptnan (1980) [deel I], kookboek
- Nos ku nos: reseptnan (1981) [deel II], kookboek
- Ieder diertje z’n pleziertje (1983; ill. Reintje Venema), kinderboek
- Wonen in een glimlach (1985), kinderboek
- De Antilliaanse keuken (1988), kookboek
- Brua pa tur dia = Magie voor elke dag (1992?; samen met Hanny Lim); over zwarte magie

## Over Sonia Garmers
- Marita de Sterck, 'Sonia Garmers'. In: Schrijver gezocht. Lannoo; Van Holkema & Warendorf, 1988, p. 123.
- Joke Linders, Jos Staal, Herman Tromp, Jacques Vos, 'Sonia Garmers'. In: Het ABC van de jeugdliteratuur: in 250 schrijversportretten van Abkoude naar Zonderland. Martinus Nijhoff, 1995, p. 172-173.
- Peter van den Hoven, 'Sonia Garmers'. In: Lexicon van de jeugdliteratuur. Martinus Nijhoff, februari 1997, p. 1-4.
- 'Sonia Garmers'. In: Encyclopedie van de jeugdliteratuur. Fontein; Wolters-Noordhoff, 2004, p. 118.
- Michiel van Kempen, Welcome to the Caribbean, darling! De toeristenblik in teksten uit de (voormalige) Nederlandse West. Vossiuspers UvA, Amsterdam 2007. (Inaugurele rede), p. 21-22.